# Ельміра Сулейманова
Сулейманова Ельміра Теймур кизи (азерб. Elmira Teymur qızı Süleymanova; 17 липня 1937, Баку — 25 квітня 2024, там само) — перший омбудсмен Азербайджану (з 2002 року), азербайджанський науковець.

## Освіта
У 1959 році Ельміра Сулейманова закінчила Азербайджанський державний університет.
Померла 25 квітня 2024 року після тривалої хвороби. Похована на Другій алеї почесних поховань.

## Кар'єра
З 1959 року Ельміра Сулейманова приступила до роботи в Інституті Нафтохімічних процесів Академії Наук Азербайджану на посаді завідувачки лабораторії. У 1980 році Ельміра Сулейманова отримує науковий ступінь доктора хімічних наук, а в 1982 році стає професором.
У 1997 році вона була обрана членом Нью-Йоркської академії наук. Ельміра Сулейманова — авторка 210 наукових робіт в галузі нафтохімії.
З 1980-х років Ельміра Сулейманова почала брати активну участь у жіночому русі. У 1994 році вона заснувала науково-практичний центр «Жінка та розвиток». Ця організація має консультативний статус при економічній і соціальній раді ООН. Центр координує свою діяльність з різними структурами ООН. У 1998 році Американський Рочестерський Університет визнав Ельміру Сулейманову однією з «100 жінок героїнь світу» у сфері захисту прав жінок. Неодноразово брала участь на спеціальних сесіях Генеральної асамблеї ООН і виступала з доповідями на тему прав людини. Також Ельміра Сулейманова є засновником дитячої миротворчої мережі «Від дитини до дитини».
За ініціативи та участі Ельміри Сулейманової в 2001 році був організований перший в Азербайджані ресурсний центр для літніх жінок.

## Омбудсмен
2 липня 2002 року Ельміра Сулейманова була обрана першим омбудсменом Азербайджану. У березні 2010 року була переобрана на другий термін.
У 2003 році була прийнята до складу Міжнародного інституту омбудсменів, а також Європейського інституту омбудсменів. У 2015 році її призначили віце-президентом Азійської асоціації омбудсмена, а також членом Європейського інституту омбудсмена. Як омбудсмен вона реалізовувала програми, що захищають та покращують статус жінок та людей похилого віку, переселенців, бідних та жертв насильства.

## Нагороди
- Орден «Слава»
- Медаль «Ветеран праці»
- Міжнародна премія Миру.

Президент Ільхам Алієв нагородив її орденом «Слава» в 2007 році та орденом Пошани в 2017 році за внесок у захист прав людини.